# Bill Miller
Bill Miller, född 23 januari 1955, är en amerikansk musiker av mohikanskt ursprung. Han sjunger ofta egna sånger till eget ackompanjemang av gitarr, flöjt eller trumma. 
2018 medverkade han i Jills veranda, där han tillsammans med Jill Johnson, Maxida Märak och Ken Lingad  framförde den egenkomponerade låten "My People".
Bill Miller föddes och växte upp i Wisconsin men bor numera i Nashville, Tennessee.

## Awards
1998 började Native American Music Awards delas ut (populärt kallat Nammys) och Bill Miller har vunnit ett antal gånger:
- 1999 – Årets Folkmusik Artist
- 1999 – Årets Låtskrivare
- 1999 – Årets Sång
- 1999 – Årets Manliga Artist
- 2006 – Årets Sång/Singel

Hans album Cedar Dream Songs vann 2005 års Grammy för "Best Native American Music Album".

## Diskografi
- 1993 – The Red Road
- 1995 – Raven in the Snow
- 1996 – Native Suite-Chants, Dances and the Remembered Earth
- 1999 – Ghostdance
- 2000 – Loon, Mountain and Moon
- 2000 – Art of Survival
- 2000 – Reservation Road Live
- 2000 – Hear Our Prayer
- 2001 – Healing Waters
- 2002 – Spirit Rain
- 2002 – A Sacred Gift
- 2004 – Cedar Dream Songs
- 2004 – Spirit Songs: The Best of Bill Miller
- 2009 – Spirit Wind North